# Tilman Brück

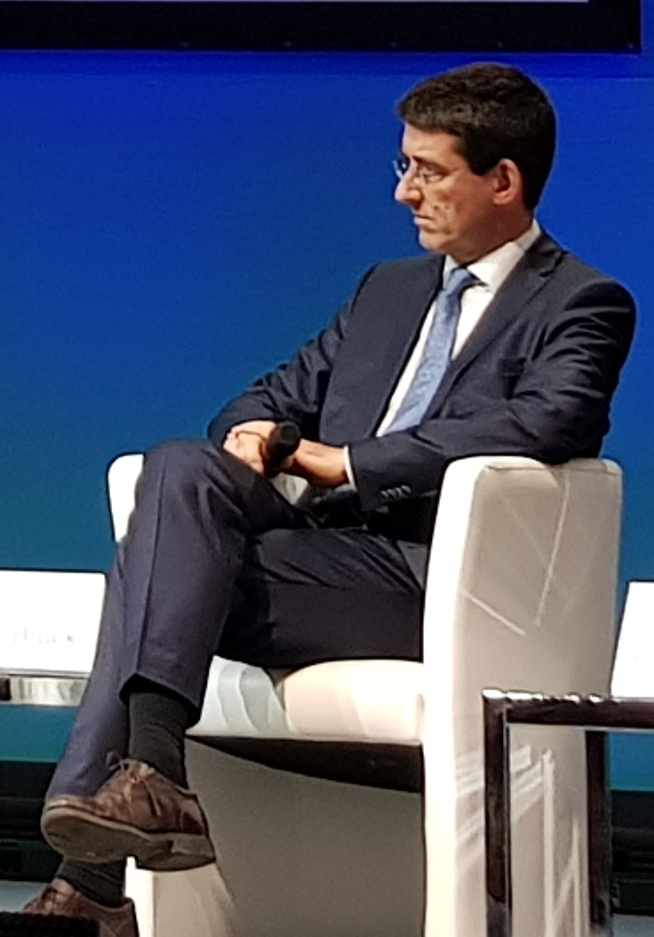
Tilman Brück (2018)

Tilman Brück (* 10. Dezember 1970 in Hamburg) ist ein deutscher Wirtschaftswissenschaftler und Friedensforscher mit dem Schwerpunkt auf Entwicklung und die Wirtschaftlichkeit von Frieden, Konflikten und Terrorismus.

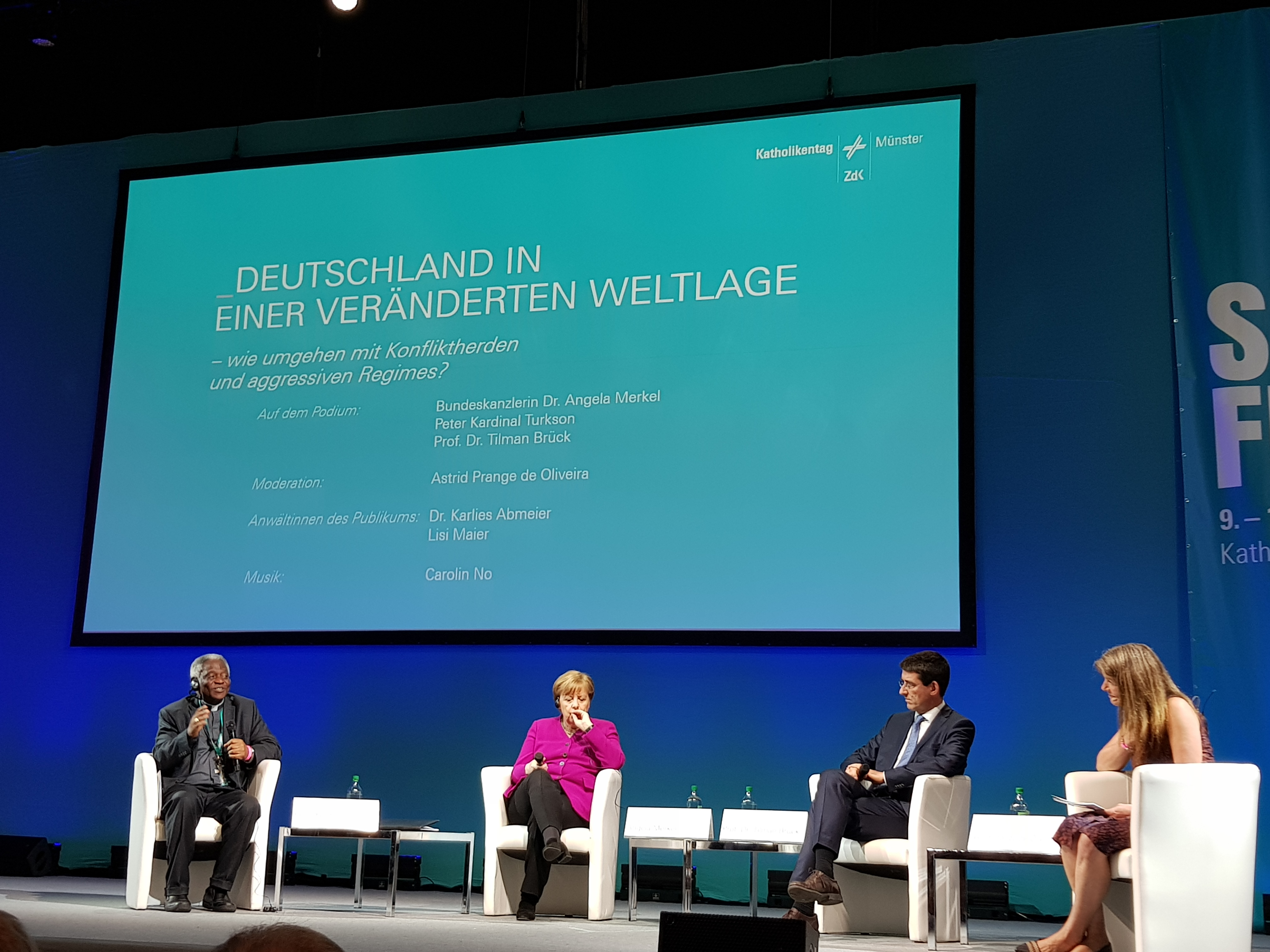
Brück mit Kurienkardinal Peter Turkson und Bundeskanzlerin Angela Merkel im Rahmen einer Podiumsdiskussion anlässlich des 101. Katholikentags in Münster

## Studium und Forschungsschwerpunkte
Brück war als Stipendiat der Studienstiftung ab 1990 zunächst in Glasgow und dann an der Universität Oxford. Er studierte Volkswirtschaftslehre und promovierte am St Cross College der University of Oxford.
Brück gilt als „international anerkannter Experte für Ernährungssicherheit in Krisensituationen“. Seine Forschungsgebiete sind
- Entwicklungsökonomie, insbesondere die Analyse von Armut, Ernährungssicherheit und Beschäftigung mit Haushaltsdaten und
- Konfliktforschung, besonders die Folgen von Krieg, Terrorismus und Unsicherheit für Haushalte in Entwicklungsländern.[2]

Er „berät regelmäßig nationale Regierungen, die Europäische Kommission, internationale Organisationen, die Vereinten Nationen sowie die Weltbank zu Fragen der Ernährungssicherheit, Entwicklung, Krisen und Konflikten“.
Er war Abteilungsleiter beim DIW und von 2013 bis 2014 Vorsitzender des Stockholm International Peace Research Institute.
2014 gründete er das International Security and Development Center mit Sitz in Berlin. Er ist weiterhin Gründungsmitglied der Global Young Academy.
2020 wurde Brück zum Professor für Ernährungssicherheit, Fragilität und Klimawandel am Natural Resources Institut der University of Greenwich in Großbritannien berufen.
2022 wurde er in das prestigeträchtige Heisenberg-Programm der Deutschen Forschungsgemeinschaft (DFG) aufgenommen und zum 1. Juli 2022 gemeinsam mit dem Leibniz-Institut für Gemüse- und Zierpflanzenbau (IGZ) an das Thaer-Institut für Agrar- und Gartenbauwissenschaften der Humboldt-Universität zu Berlin auf Lebenszeit als Professor für Entwicklungsökonomie berufen. Seine Heisenberg-Professur trägt den Titel „Wirtschaftliche Entwicklung und Ernährungssicherheit“.
Er leitet am IGZ die Forschungsgruppe „Ökonomische Entwicklung und Ernährungssicherheit“ sowie das gemeinnützige Forschungsinstitut ISDC – International Security and Development Center in Berlin. Brück ist außerdem Mitbegründer und Co-Direktor des „Households in Conflict Network“ (HiCN) und leitender Forscher der Life in Kyrgyzstan Study (LiK Study).

## Veröffentlichungen in Auswahl
- Tilman Brück, Olaf J de Groot und Friedrich Schneider: The economic costs of the German participation in the Afghanistan war, Journal of Peace Research, Ausgabe 48, Nr. 6 (November 2011), Seiten 793–805. doi:10.1177/0022343311419544
- Tilman Brück und Guo Xu: Who gives aid to whom and when? Aid accelerations, shocks and policies, European Journal of Political Economy, Ausgabe 28, Nr. 4 (Dezember 2012), Seiten 593–606. doi:10.1016/j.ejpoleco.2012.05.011
- Tilman Brück und Hartmut Lehmann: In the Grip of Transition: Economic and Social Consequences of Restructuring in Russia and Ukraine, Palgrave Macmillan, Basingstoke, 17. Februar 2012, ISBN 978-0-230-30310-2.
- Tilman Brück u. a., The cost of talking peace : a political and economic analysis of financing peace negotiation and mediation processes, Bern, swisspeace September 2020
- Krieg in der Ukraine Ist Pazifismus noch zeitgemäß?, Ein Standpunkt von Tilman Brück Deutschlandfunk Kultur 4. März 2022

## Auszeichnungen
Für seine wissenschaftlichen Leistungen wurde er 2008 om InterAcademy Panel on International Issues (IAP) sowie vom Weltwirtschaftsforum (WEF) als „Herausragender Wissenschaftler“ geehrt.